# Hristo Markov
Hristo Ganchev Markov (en búlgaro: Христо Ганчев Марков; Dimitrovgrad, 27 de enero de 1965) es un atleta búlgaro especialista en triple salto, campeón olímpico, mundial y europeo de esta prueba.
En 1984 acabó sexto del ranking mundial con 17,42 m, logrados en Sofía. El boicot de su país le impidió participar en los Juegos Olímpicos de Los Ángeles 1984.
En 1985 se proclamó campeón mundial y europeo en pista cubierta. El 11 de agosto de ese año logró batir en Budapest el récord de Europa al aire libre con un salto de 17,77 m, quitándoselo al soviético Oleg Protsenko, quien lo había obtenido pocos días antes en Leningrado con 17,69 m. Markov acabó tercero de la lista mundial del año tras los estadounidenses Willie Banks y Charles Simpkins.
El 11 de agosto de 1986 volvió a batir el récord de Europa, de nuevo en Budapest, saltando 17,80 m, marca que además sería la mejor del mundo de la temporada. Pocas semanas más tarde obtuvo su primer gran título al aire libre, al ganar el oro en los Campeonatos de Europa de Atletismo celebrados en Stuttgart, con 17,66 metros.
El 31 de mayo de 1987 mejoró por tercera vez su propio récord de Europa, saltando 17,81 m, en Sofía. El 31 de agosto, durante los Campeonatos del Mundo al aire libre de Roma de 1987, logró una de sus mayores proezas al ganar la medalla de oro con 17,92 m, que era de nuevo plusmarca europea, la mejor marca del año y la segunda mejor marca mundial de todos los tiempos.
El triunfo más importante de su carrera deportiva fue la medalla de oro en los Juegos Olímpicos de Seúl 1988, donde ganó con un salto de 17,61 m (récord olímpico). La medalla de plata fue para el soviético Igor Lapshin (17,52), y el bronce, para el también soviético Aleksander Kovalenko (17,42).
Además acabó líder mundial del año por tercera vez consecutiva con un salto de 17,77 m conseguidos en Sofía poco antes de los Juegos Olímpicos.
Tras su victoria olímpica, su carrera empezó a declinar. Su último éxito fue la medalla de plata en los Campeonatos de Europa de Split, en 1990, donde la victoria correspondió al soviético Leonid Voloshin.
Participó también en los Campeonatos del Mundo de Tokio 1991 y Stuttgart 1993, así como en los Juegos Olímpicos de Barcelona 1992, pero no logró clasificarse para las finales. Se retiró a finales de 1993.
Hristo Markov está considerado uno de los mejores triplistas de la historia. Su salto de 17,92 m sigue siendo la cuarta mejor marca mundial de todos los tiempos, solo por detrás de Jonathan Edwards (18,29), Kenny Harrison (18,09) y Willie Banks (17,97).

## Resultados
| Año  | Competición                 | Lugar        | Puesto | Marca |
| ---- | --------------------------- | ------------ | ------ | ----- |
| 1983 | Campeonato de Europa Indoor | Budapest     | 7.º    | 16,06 |
| 1984 | Campeonato de Europa Indoor | Gotemburgo   | 5.º    | 16,89 |
| 1985 | Campeonato del Mundo Indoor | París        | 1.º    | 17,22 |
| 1985 | Campeonato de Europa Indoor | Pireo        | 1.º    | 17,29 |
| 1985 | Copa del Mundo              | Canberra     | 3.º    | 17,13 |
| 1986 | Campeonato de Europa        | Stuttgart    | 1.º    | 17,66 |
| 1987 | Campeonato del Mundo Indoor | Indianápolis | 4.º    | 16,96 |
| 1987 | Campeonato de Europa Indoor | Liévin       | 2.º    | 17,12 |
| 1987 | Campeonato del Mundo        | Roma         | 1.º    | 17,92 |
| 1988 | Campeonato de Europa Indoor | Budapest     | 4.º    | 17,19 |
| 1988 | Juegos Olímpicos            | Seúl         | 1.º    | 17,61 |
| 1990 | Campeonato de Europa        | Stuttgart    | 2.º    | 17,43 |